# Temelucha conspicua
Temelucha conspicua är en stekelart som beskrevs av Dasch 1979. Temelucha conspicua ingår i släktet Temelucha och familjen brokparasitsteklar. Inga underarter finns listade i Catalogue of Life.